# Eospalax smithii
Eospalax smithii és una espècie de mamífer rosegador de la família dels espalàcids. És endèmic de la Xina (Gansu, Ningxia, Shaanxi i Sichuan). S'alimenta principalment d'herba. Els seus hàbitats naturals són els herbassars, les estepes, els camps oberts i, ocasionalment, els camps de conreu. És una espècie en risc mínim, és a dir, no sembla que hi hagi cap amenaça significativa per a la seva supervivència.
L'espècie fou anomenada en honor de l'explorador J. A. C. Smith.